# Вязовское
Вязовское — село Фурмановского района Ивановской области, входит в состав Широковского сельского поселения. 

## География
Село находится близ автодороги Р-132 «Золотое кольцо» в 3 км на юго-запад от центра поселения села Широково и в 8 км на юг от райцентра города Фурманов.

## История
Каменная Воскресенская церковь в селе с колокольней была построена в 1874 году на средства купца г. Иваново-Вознесенска Захария Леонтьевича Кокушкина и частично прихожан. Престолов было три: в холодной — в честь Воскресения Христова, в теплой — в честь прп. Сергия Радонежского и в честь бесср. Космы и Дамиана. .
В конце XIX — начале XX века село входило в состав Широковской волости Нерехтского уезда Костромской губернии, с 1918 года — в составе Середского уезда Иваново-Вознесенской губернии.
С 1929 года село входило в состав Широковского сельсовета Середского района Ивановской области, с 2005 года — в составе Широковского сельского поселения.

## Население
| 1872 | 1897 | 1907 | 2002 | 2010 |
| ---- | ---- | ---- | ---- | ---- |
| 77   | ↘76  | ↗96  | ↘11  | ↘7   |

## Достопримечательности
В селе расположена действующая Церковь святителя Димитрия Ростовского(1872).